# Kecamatan Rote Barat Laut
Kecamatan Rote Barat Laut är ett distrikt i Indonesien.   Det ligger i provinsen Nusa Tenggara Timur, i den sydöstra delen av landet, 1 800 km öster om huvudstaden Jakarta. Kecamatan Rote Barat Laut ligger på ön Pulau Roti.